# 449

449(사백사십구)는 448보다 크고 450보다 작은 자연수다.

## 수학
- 87번째 소수(素數)다. 앞의 소수는 443, 다음 소수는 457이다.
  - 12번째 프로트 소수다. 앞의 프로트 소수는 353, 다음은 577이다.

({\displaystyle 449=7\times 2^{6}+1})
- 피타고라스 삼조의 빗변의 길이이다. ({\displaystyle 280^{2}+351^{2}=449^{2}})[a]
- {\displaystyle 449=79+83+89+97+101}
  - 연속하는 소수(素數) 5개의 합으로 나타낼 수 있으며, 이 성질을 지닌 앞의 수는 421, 다음 수는 473이다.
- {\displaystyle 449=7^{2}+20^{2}}
  - 서로 다른 두 자연수의 제곱합으로 나타낼 수 있는 수다.
- {\displaystyle 67^{4}-1}은 449로 나누어떨어진다.

## 과학
- NGC 449(영어판): 물고기자리 방향에 있는 나선은하.

## 교통

### 철도
- 수도권 전철 4호선 한대앞역의 역번호.

### 도로
- 일본 449번 국도: 오키나와현 구니가미군 모토부정에서 나고시까지 이어지는 일본의 국도.
- 현도 제449호선

## 군사
- U-449(영어판, 독일어판): 제2차 세계 대전에 사용된 나치 독일의 군용 잠수함.

## 문화유산
- 대한민국의 보물 제449호: 안동 봉정사 고금당
- 대한민국의 사적 제449호: 해남 군곡리 패총

## 방송
- KT HCN의 중국 공영 방송인 CCTV4 채널 번호.

## 기타
- 연도: 449년, 기원전 449년